# Hoelzeliella manselli
Hoelzeliella manselli är en insektsart som beskrevs av U. Aspöck och H. Aspöck 1997. Hoelzeliella manselli ingår i släktet Hoelzeliella och familjen Berothidae. Inga underarter finns listade i Catalogue of Life.